# Bardwell, Texas
Bardwell là một thành phố thuộc quận Ellis, tiểu bang Texas, Hoa Kỳ. Năm 2010, dân số của xã này là 649 người.

## Dân số
- Dân số năm 2000: 583 người.
- Dân số năm 2010: 649 người.